# Shrek 2
Shrek 2 is een Amerikaanse computeranimatiefilm uit 2004, onder regie van Andrew Adamson, Kelly Asbury en Conrad Vernon. De film is een vervolg op de film Shrek, die in 2001 uitkwam. De stemmen worden ingesproken door Mike Myers, Eddie Murphy, Cameron Diaz, Antonio Banderas, Julie Andrews, John Cleese, Rupert Everett en Jennifer Saunders.

## Verhaal
Na hun huwelijksreis ontvangen Shrek en Prinses Fiona een uitnodiging voor een koninklijk bal van Koning Harold en Koningin Lillian, de ouders van Fiona, om hun huwelijk met royale poespas te vieren. Oger Shrek wil het vorstelijke feest koste wat kost vermijden, maar ogerin Fiona krijgt hem zover om haar te vergezellen naar de vormelijke plechtigheid van haar ouders. Het kersverse echtpaar reist samen naar het koninkrijk van Far Far Away. De koning en de koningin raken geschokt door de ontdekking dat Fiona nu definitief een Oger is en is getrouwd met Shrek. Koningin Lillian vat het nog redelijk goed op maar Koning Harold wil niks van Shrek weten.
Tijdens een gezamenlijk diner geraken Shrek en Harold in een verhitte discussie over het wel en wee van een gezinsleven, waarna Prinses Fiona zichzelf van walging opsluit op haar kamer. Wanneer ze op het balkon huilt verschijnen er zeepbellen met in een daarvan de goede fee van Far Far Away; de Fairy Godmother. Deze is verbaasd over Fiona's definitieve gedaante en haar nieuwe man. Wanneer de Fairy Godmother vertrekt laat ze een kaartje achter met de tekst:"Geluk is maar één traantje ver." Die nacht blijkt waarom Harold zo tegen het huwelijk van Shrek en Fiona is. Jaren terug, toen bleek dat Fiona vervloekt was, heeft Harold een deal gesloten met Fairy Godmother. Hij zou Fiona in de toren waar Shrek haar in de vorige film vond laten opsluiten zodat Fairy Godmothers zoon, Prince Charming, haar kon redden en met haar kon trouwen om de vloek te verbreken. Fairy Godmother en Prince Charming zijn bepaald niet blij dat Shrek hen voor is geweest en dwingen Harold om Fiona en Charming alsnog bij elkaar te krijgen.
Harold huurt de gelaarsde kat in om Shrek te doden. Hij zorgt ervoor dat Shrek en Donkey een fictieve jachttrip bijwonen die feitelijk een val behelst om de twee in handen te lokken van de Gelaarsde Kat. De Gelaarsde Kat slaagt niet in zijn missie en moet zijn meerdere erkennen in Shrek, aan wie hij opbiecht dat hij in dienst werkt van de koning. Shrek wil alles doen om Fiona gelukkig te maken. Op dat moment ontdekt hij het kaartje van Fairy Godmother en laat Donkey een traan op het kaartje vallen waardoor Fairy Godmothers gezicht in een zeepbel verschijnt. Ze zegt dat ze momenteel afwezig is en dat de gebruiker een afspraak kan maken bij haar werkplaats. De Gelaarsde Kat sluit zich bij hen aan waar Donkey niet echt blij mee is.
Ondertussen zijn Fiona's ouders bezig met het huwelijksbal van hun dochter. Fiona vraagt aan haar ouders waar Shrek is maar weten beiden niet waar hij is. Fiona zegt dat Harold Shrek niet bepaald had verwelkomd. Haar vader zegt dat hij alleen het beste voor haar wil en zegt dat ze hetzelfde moet doen wat leidt tot grote onzekerheid.
Met de Gelaarsde Kat als versterking bezoeken Shrek en Donkey de toverdranktoko van Fairy Godmother waar ze bezig is met een liefdesdrankje maar net als ze klaar is wordt opgeschrikt door Shrek en Co. Ze toont Shrek echter dat ze niet wil helpen door te zeggen dat Ogers niet nog lang en gelukkig leven. Ze ontvreemden een "Happily Ever After"-drankje waarvan Shrek gelooft dat het Fiona's liefde voor hem zal herstellen en hij ook de goedkeuring van haar ouders kan krijgen. Wanneer Shrek aan het drankje ruikt niest hij de geur van de toverdrank op een paddenstoel. Als Shrek en Donkey van het drankje drinken gebeurt er echter niets. Maar wanneer het begint te regenen verandert de paddenstoel waar Shrek op nieste in rode roos zonder dat ze het merken. Shrek en Donkey vallen in een herberg in slaap en die nacht doet het drankje zijn werk. Dit geldt ook voor Fiona als ze net uit walging van Harolds woorden wil vertrekken.
Shrek en Donkey worden wakker in hun nieuwe gedaante onder gezelschap van drie dames en ontdekken dat het effect blijvend is als de gebruiker zijn grote liefde kust. Charming maakt echter handig gebruik van Shreks actie door Fiona te laten denken dat hij Shrek in zijn nieuwe gedaante is. Fairy Godmother zorgt er bovendien voor dat Shrek gaat twijfelen of hij wel de juiste keus is voor Fiona, en dat Harold Fiona het liefdesdrankje zal toedienen waardoor ze verliefd wordt op de eerste persoon die haar kust.
Shrek gelooft eerst echt dat Fiona beter af is zonder hem. Wanneer hij echter het hele plan van Fairy Godmother en Charming ontdekt, wil hij Fiona gaan behoeden voor de kus, die ze die avond op het koninklijk bal zal krijgen. Hij, Donkey en de gelaarsde kat worden echter gearresteerd en opgesloten in een vergeetput. Na aanvang van het helse huwelijksbal verzamelen Shreks vrienden – Gingerbread Man, Pinokkio, de Drie Biggetjes en de Drie Blinde Muizen – zich om het gevangen drietal uit de oubliëtte te bevrijden. Daarna maakt de schepper van Gingerbread Man, de Muffin Man, voor de groep een kolossale versie van de Gingerbread Man om het kasteel mee te bestormen.
Shrek arriveert te laat om te voorkomen dat Prince Charming en Princess Fiona elkaar een kus geven, maar de prinses raakt niet verliefd op de prins en schakelt hem uit met een kopstoot. Koning Harold geeft toe dat hij zijn dochter nooit het liefdesdrankje heeft geschonken, waarop Fairy Godmother in woede een aanval op Shrek pleegt en herhaalt haar woorden dat Ogers niet nog lang en gelukkig leven. In de chaos offert Harold zich op om Shrek te redden van haar toverstok; hij springt voor Shrek waardoor de toverspreuk terugkaatst op zijn harnas en Fairy Godmother zelf treft, die meteen in zeepbellen uiteen spat. Harold wordt zelf echter wel door de spreuk getroffen en verandert weer in zijn ware vorm; een kikker. Het blijkt dat hij niemand minder dan de kikkerprins is, die zich ooit in een mens had laten veranderen om bij Lillian te kunnen zijn.
De klok slaat twaalf uur, wat betekent dat Shrek en Fiona als ze nu niet kussen hun menselijke gedaantes weer zullen verliezen. De twee laten de effecten van de betovering wegslijten en worden weer ogers. Het koninklijk paar geeft het huwelijk tussen Shrek en Fiona hun zegen. Ondertussen balkt Donkey nog steeds van verdriet omdat hij geen paard meer is.

## Rolverdeling
| Personage                                             | Engelse stem                       | Nederlandse stem      | Vlaamse stemmen     |
| ----------------------------------------------------- | ---------------------------------- | --------------------- | ------------------- |
| Shrek                                                 | Mike Myers                         | Peter Blok            | Lucas Van den Eynde |
| Donkey (Ezel)                                         | Eddie Murphy                       | Carlo Boszhard        | Gene Bervoets       |
| Princess Fiona (Prinses Fiona)                        | Cameron Diaz                       | Angela Schijf         | Vera Mann           |
| Puss in Boots (De Gelaarsde Kat)                      | Antonio Banderas                   | Jon van Eerd          | Axel Daeseleire     |
| The Fairy Godmother (De Goede Fee)                    | Jennifer Saunders                  | Simone Kleinsma       | Ann Van den Broeck  |
| King Harold (Koning Harold)                           | John Cleese                        | Wim van Rooij         | Jos Dom             |
| Queen Lillian (Koningin Lillian)                      | Julie Andrews                      | Beatrijs Sluijter     | Katrien De Becker   |
| Prince Charming (Droomprins)                          | Rupert Everett                     | Tony Neef             | Tom van den Broeck  |
| Gingerbread Man (Peperkoekmannetje)                   | Conrad Vernon                      | Stan Limburg          |                     |
| Pinocchio (Pinokkio)                                  | Cody Cameron                       | Stan Limburg          |                     |
| The Three Little Pigs (De Drie Biggetjes)             | Cody Cameron                       | Olaf Wijnants         |                     |
| The Big Bad Wolf (De Grote Boze Wolf)                 | Aron Warner                        | Pim Koopman           |                     |
| The Three Blind Mice (De Drie Blinde Muizen)          | Christopher Knights Simon J. Smith | Jeroen Keers          |                     |
| The Magic Mirror (De Magische Spiegel)                | Chris Miller                       | Bram Bart             |                     |
| Doris the Ugly Stepsister (Doris de Lelijke Stiefzus) | Larry King                         | Gordon                |                     |
| Mongo                                                 | Conrad Vernon                      | Stan Limburg          |                     |
| The Muffin Man (De Bakker)                            | Conrad Vernon                      | Pim Koopman           |                     |
| Herald                                                | David P. Smith                     | Reinder van der Naalt |                     |
| Receptionist                                          | Guillaume Aretos                   | Bram Bart             |                     |
| Joan Rivers                                           | Haarzelf                           | Esther Roord          |                     |

 De overige Nederlandse stemmen zijn ingesproken door Bram Bart, Hetty Heyting, Jurre Ording, Armand Pol, Jannemien Cnossen, Jaco Kirchjunger, Edward Reekers, Tanja de Nijs, Esther Roord, Fred Meijer, Holanda Lazic, Reinder van der Naalt, Ruud Drupsteen, Maria Lindes en Barry Worsteling. De Nederlandse zangers zijn Lisa Boray, Rolf Koster, Marjolein Spijkers, Paul Klooté, Edward Reekers en Laura Vlasblom.

## Achtergrond

### Filmmuziek
1. Counting Crows - Accidentally in Love
2. Frou Frou - Holding Out for a Hero
3. Butterfly Boucher & David Bowie - Changes
4. Dashboard Confessional - As Lovers Go
5. Barney & Friends - What I Want to Be
6. Rich Price - I'm on My Way
7. Eels - I Need Some Sleep
8. Pete Yorn - Ever Fallen in Love
9. Tom Waits - Little Drop of Poison
10. Joseph Arthur - You're So True
11. Nick Cave & The Bad Seeds - People Ain't No Good
12. Jennifer Saunders - Fairy Godmother Song
13. Antonio Banderas & Eddie Murphy - Livin' La Vida Loca
14. Jennifer Saunders – Holding Out for a Hero

### Trivia
- De film is het eerste vervolg ooit dat werd genomineerd voor een Academy Award voor Beste Animatiefilm.
- De ingang van Far Far Away lijkt op het logo van Paramount Pictures.
- De letters op de berg bij de ingang van Far Far Away zijn een parodie op de bekende Hollywood-letters in Los Angeles
- In de film komt het logo van Burger King voor, maar in plaats van de tekst "King" vermeldt het logo de tekst "Prince".
- Prinses Fiona heeft in de film een poster van Justin Timberlake boven haar bed hangen. De makers beweren dat zij niet wisten dat Cameron Diaz destijds een relatie met de zanger had.
- De Gelaarsde Kat krast in de film met zijn zwaard een P (van het Engelse Puss in Boots) op een boom, verwijzend naar Zorro, die steeds een Z achterlaat op plaatsen waar hij zich heeft laten zien. Antonio Banderas heeft zelf Zorro gespeeld in de films The Mask of Zorro en The Legend of Zorro.
- John Cleese en Julie Andrews spraken de stemmen van hun personages tegelijk in, ongebruikelijk voor een animatiefilm. Normaliter worden stemmen, zelfs in een dialoog, apart ingesproken.
- De laatste woorden van Gingerbread Man zijn "Be Good", verwijzend naar E.T. the Extra-Terrestrial.
- De scène waarin de trouwring wordt gemaakt is afgeleid van The Lord of the Rings.
- Als de klok twaalf uur slaat wordt de betovering van Fairy Godmother verbroken en krijgen Shrek en Fiona hun normale gedaante weer terug. Dit is een verwijzing naar het sprookje van Assepoester waarin zodra de klok na het bal twaalf uur slaat, alle betoveringen worden verbroken en Assepoester haar normale gedaante terugkrijgt.

### Uitgave en ontvangst
In 2004 werd Shrek 2 geselecteerd voor vertoning op het filmfestival van Cannes. De officiële première zou in juni 2004 zijn, maar dit werd vervroegd naar 19 mei 2004. Een dag voordat de film in de bioscopen verscheen, werd 5 minuten aan beeldmateriaal vertoond op Nickelodeons U-Pick Live.
Shrek 2 was de eerste film die in meer dan 4000 theaters tegelijk in première ging. De film bracht in het openingsweekend 108.037.878 dollar op.
In totaal bracht Shrek 2 wereldwijd 919,8 miljoen dollar op en is daarmee de succesvolste film van 2004.
De film werd goed ontvangen door critici. Op Rotten Tomatoes scoort de film 86% aan goede beoordelingen. Roger Ebert gaf de film 3 sterren op een schaal van 4.

## Prijzen en nominaties
De film won in totaal 13 prijzen, en werd voor nog eens 34 prijzen genomineerd, waaronder twee Oscars.

### Belangrijkste nominaties
- Oscar Best Achievement in Music Written for Motion Pictures, Original Song (beste muziek)
- Oscar Best Animated Feature Film of the Year (beste animatiefilm)
- Golden Globe Best Original Song - Motion Picture (beste muziek)
- Saturn Award Best Animated Film (beste animatiefilm)
- Best DVD Special Edition Release (beste special edition-dvd)
- Gouden Palm voor Golden Palm, Andrew Adamson, Kelly Asbury en Conrad Vernon (vanwege de stemmen)
- Grammy Best Compilation Soundtrack Album for a Motion Picture, Television or Other Visual Media (vanwege de muziek)
- Grammy Best Song Written for a Motion Picture, Television or Other Visual Media (vanwege de muziek)
- MTV Movie Award Best Comedic Performance voor Antonio Banderas (vanwege de stem van Banderas voor de Gelaarsde Kat)

### Belangrijkste prijzen
- Hollywood Film Award Animation of the Year (beste animatiefilm)
- MTV Movie Award Favorite Voice in an Animated Film voor Eugenio Derbez (vanwege de stem van Ezel in de Spaanse versie)
- People's Choice Award Favorite Animated Movie (beste animatiefilm)
- People's Choice Award Favorite Animated Movie Star voor Eddie Murphy (vanwege de stem van Murphy voor Ezel)
- People's Choice Award Favorite Movie Comedy (beste komediefilm)
- People's Choice Award Favorite Movie Villain voor Jennifer Sauders (beste slechterik in een film)
- People's Choice Award Favorite Sequel (beste vervolgfilm)